# Santo António (Ponta Delgada)
Santo António é uma freguesia portuguesa do município de Ponta Delgada,  com 11,73 km² de área e 1574 habitantes (censo de 2021). A sua densidade populacional é 134,2 hab./km².
Situada na costa norte do concelho, dista cerca de 18 km do centro de Ponta Delgada. Confronta com o mar e com as freguesias de Capelas, Feteiras, Sete Cidades e Santa Bárbara.
Freguesia com grande desenvolvimento devido à melhoria da rede viária e no forte investimento no turismo em zonas tais como: Zona balnear do Rosário, zona de lazer do Rosário, Largo da Mourisca, Miradouro da Fonte Grande, recuperação das pias,em termos de infraestruturas e valores humanos, mantendo contudo a sua traça tradicional. Detém no ramo do Turismo a Casa do Monte - unidade de Turismo de Habitação, entre outros,  restaurante 4 Plátanos, entre outros. Dista apenas 18 km do Centro de Ponta Delgada.
A atividade principal é a agricultura.
Festa: Santo António, no 1.º Domingo de julho
Com lugares desta freguesia foi criada pelo Decreto Legislativo Regional n.º 11/86/A, de 1 de abril, a freguesia de Santa Bárbara.

## Demografia
A população registada nos censos foi:
| Distribuição da População por Grupos Etários | Distribuição da População por Grupos Etários | Distribuição da População por Grupos Etários | Distribuição da População por Grupos Etários | Distribuição da População por Grupos Etários |
| -------------------------------------------- | -------------------------------------------- | -------------------------------------------- | -------------------------------------------- | -------------------------------------------- |
| Ano                                          | 0-14 Anos                                    | 15-24 Anos                                   | 25-64 Anos                                   | > 65 Anos                                    |
| 2001                                         | 452                                          | 389                                          | 945                                          | 218                                          |
| 2011                                         | 286                                          | 297                                          | 1034                                         | 212                                          |
| 2021                                         | 207                                          | 182                                          | 973                                          | 212                                          |

## Lenda da Freguesia de Santo António
Há uns séculos, havia na costa norte da ilha de S. Miguel, entre as Capelas e Santa Bárbara, uma freguesia com o nome de Rosário. Os seus habitantes viviam principalmente a trabalhar as terras, mas alguns tiravam do mar o sustento da família. Um certo dia, um desses pescadores, homem humilde e bom, foi para a sua faina habitual. Estava a lançar as redes ao mar quando, casualmente, reparou que ao longe, perto dos calhaus, sobre a água estendida como um lençol, boiava um objecto que brilhava à luz do sol.
Ficou muito intrigado e, sem sequer imaginar o que iria encontrar, logo que pôde, aproximou-se do objecto. Viu que se tratava de uma pequena imagem de Santo António. Agarrou-a e voltou para terra, muito contente. Naqueles tempos, uma prancha de madeira ou um simples garrafo, encontrados no mar, eram preciosidades, tanto mais uma imagem. 
Dirigiu-se à igreja do Rosário, mostrou ao padre a imagem e contou o que lhe tinha acontecido. A notícia espalhou-se depressa e chegou aos campos onde os homens ceifavam o trigo maduro e às fontes onde as mulheres lavavam e coravam a roupa ao sol quente de Julho. 
As pessoas entenderam o facto do aparecimento da imagem como um sinal de Deus e a vontade de Santo António de que aquela pequena freguesia recebesse o seu nome. 
Assim aconteceu. A freguesia do Rosário passou a chamar-se Santo António e na igreja foi colocada a imagem do santo, tendo aí permanecido até há bem pouco tempo. Hoje, já lá não se encontra porque foi roubada por alguém que certamente nem conhecia a sua história. 